# José Ignacio González
José Ignacio González Catalán (Viña del Mar, 2 dicembre 1989) è un calciatore cileno, portiere dell'Dep. Antofagasta.